# مديرية الحصين

تعديل مصدري - تعديل

مديرية الحصين إحدى مديريات محافظة الضالع في جنوب اليمن. بلغ عدد سكانها 37118 نسمة عام 2004. مركز هذه المديرية مدينة الحصين.

موقع مديرية حصين في محافظة الضالع